# Pas Deh
Pas Deh (persan : پس ده) est un village du district rural de Hati, district de Hati, comté de Lali, province du Khuzestan, Iran. Au recensement de 2006, sa population était de 86 habitants, répartis en 12 familles.